# Waterford Football Club
Il Waterford Football Club (irlandese: Cumann Peile Phort Láirge Aontaithe) è una società calcistica irlandese con sede nella città di Waterford. Milita nella League of Ireland Premier Division, la massima divisione del campionato irlandese di calcio. Ha vinto per sei volte il campionato irlandese.

## Storia
Fondata nel 1930 con il nome di Waterford Football Club e subito iscrittasi alla League of Ireland, vi militò ininterrottamente (salvo una parentesi tra il 1941 e il 1945) per molte stagioni, vincendo sei titoli nazionali tra il 1966 e il 1973. Nel 1982 ha assunto un nuovo assetto societario, cambiando denominazione in Waterford United Football Club. Dal 1993 disputa le partite interne al Waterford Regional Sports Centre, che sostituì il Klicohan Park.
All'inizio della stagione 2017 il club andò incontro a importanti cambiamenti nell'assetto societario con l'arrivo di Lee Power come nuovo proprietario. Il club cambiò nuovamente denominazione, tornando all'originale Waterford Football Club e cambiando anche lo stemma societario. Al termine della stessa stagione 2017 il Waterford vinse il campionato di First Division, venendo promosso in League of Ireland Premier Division. 

## Allenatori e presidenti
- 1960-1963  Paddy Coad
- 1963-1964  John Phelan
- 1964-1967  Paddy Coad
- 1967-1968  Martin Ferguson
- 1968-1969  Vincent Maguire
- 1969-1970  Alfie Hale
- 1970-1974  Shay Brennan
- 1974  Jim Craig
- 1974-1975  Paul O'Donovan
- 1975-1977  John McSeveney
- 1977-1978  Colin Harper
- 1978-1982  Tommy Jackson
- 1982-1988  Alfie Hale
- 1988  Peter Thomas
- 1988  Andy King
- 1989  Derek Casey
- 1989-1990  Johnny Matthews
- 1990  Seamus Coad
- 1991-1993  Alfie Hale
- 1993-1994  Brendan Ormsby
- 1994-1995  Johnny Matthews
- 1995-1996  Mick Bennett
- 1996-1998  Tommy Lynch
- 1998-2000  Mike Flanagan
- 2000-2001  Paul Power
- 2001  Brendan Rea
- 2002-2003  Jimmy McGeough
- 2004  Alan Reynolds
- 2005  Brendan Rea
- 2006  Mike Kerley
- 2006-2008  Gareth Cronin
- 2008-2011  Stephen Henderson
- 2011-2013  Paul O'Brien
- 2014-2015  Tommy Griffin
- 2015-2016  Roddy Collins
- 2017-  Alan Reynolds

## Palmarès

### Competizioni nazionali
- Campionato irlandese: 6

1965-1966, 1967-1968, 1968-1969, 1969-1970, 1971-1972, 1972-1973
- FAI Cup: 2

1936-1937, 1979-1980
- League of Ireland Cup: 2

1973-1974, 1979-1980
- League of Ireland First Division: 4

1989-1990, 1996-1997, 2002-2003, 2017
- League of Ireland Shield: 5

1930-1931, 1936-1937, 1952-1953, 1958-1959, 1968-1969
- Top Four Cup: 5  (record)

1967-1968, 1968-1969, 1969-1970, 1970-1971, 1972-1973

### Altri piazzamenti
- Campionato irlandese:

Secondo posto: 1937-1938, 1940-1941, 1954-1955, 1962-1963
Terzo posto: 1931-1932, 1936-1937, 1945-1946, 1955-1956, 1958-1959, 1960-1961, 1970-1971, 1975-1976
- Coppa d'Irlanda:

Finalista: 1940-1941, 1958-1959, 1978-1979, 1985-1986, 2004
Semifinalista: 1961-1962, 1980-1981, 2009, 2021
- League of Ireland Cup:

Finalista: 2009
Semifinalista: 2019
- FAI First Division:

Secondo posto: 1991-1992
Terzo posto: 1996-1997

## Statistiche e record

### Partecipazione ai campionati
| Livello | Categoria          | Partecipazioni | Debutto   | Ultima stagione |
| ------- | ------------------ | -------------- | --------- | --------------- |
| 1°      | League of Ireland  | 68             | 1930-1931 | 2019            |
| 2°      | FAI First Division | 21             | 1989-1990 | 2017            |

### Statistiche nelle competizioni UEFA
Tabella aggiornata alla fine della stagione 2018-2019.
| Competizione          | Partecipazioni | G  | V | N | P  | RF | RS |
| --------------------- | -------------- | -- | - | - | -- | -- | -- |
| UEFA Champions League | 6              | 14 | 3 | 0 | 11 | 15 | 47 |
| Coppa delle Coppe     | 3              | 8  | 1 | 1 | 6  | 6  | 14 |